# Arisaema serratum
Аризема пильчатая (лат. Arisaema serratum) — многолетнее клубневое травянистое растение, вид рода Аризема (Arisaema) семейства Ароидные (Araceae).

## Ботаническое описание
Клубень сжато-шаровидный, 1,5—5,5 см в диаметре.

### Листья
Катафиллов три, коричневатые с пурпуровыми пятнами, 3—10 см длиной.
Листьев два. Черешки (20)35—93 см длиной, вложенные в длинные влагалища, формирующие ложный стебель 29—77 см длиной. Листовая пластинка пальчатораздельная; листочки в числе (5)7—17(23), узкоовальные, овально-ланцетовидные или овально-продолговатые, в основании клиновидные, с краями цельными или зубчатыми, на вершине заострённые; рахис между листочками хорошо развит; центральный листочек на черешочке 1—4 см длиной, (6)9—18(25) см длиной и (2)3,5—6(9) см шириной; боковые листочки отдалены от центрального на 1—4 см, короткочерешчатые или сидячие, примерно такого же размера, как центральный.

### Соцветия и цветки
Цветоножка вертикальная, 30—50(80) см длиной. Покрывало обычно зелёное с белыми полосками или пурпуровое с полосками от тёмно-пурпуровых до беловатых. Трубка воронковидная, (3)5—8 см длиной и около 1,5 см в диаметре, в устье косоусечённая, едва загнутая. Пластинка сводообразно-согнутая, обычно зелёная или тёмно-пурпуровая, продолговатая, 5—6(8) см длиной, (2)4—5 см шириной, на вершине заострённая.
Початок однополый. Женский початок плотный, 2—3 см длиной, около 1 см толщиной у основания; женская зона 1,5—3 см длиной, 5—7 мм в диаметре; завязь плотная, узкояйцевидная; столбик короткий; рыльце дискообразное. Мужской початок коническимй, с редко расположенными цветками, около 2 см длиной и 4—5 мм шириной у основания; мужская зона 1—1,5 см длиной; синандрий плотный, сидячий или на короткой ножке; пыльников два или три; теки шаровидные, вскрывающиеся верхушечными порами. Придаток цилиндрический, тонкий, 3,5—4(5) см длиной, 3—6(7) мм в диаметре, в основании усечённый и на ножке 4—5 мм длиной, на вершине тупой.
Цветёт в мае — июне.

### Плоды
Плоды — красновато-жёлтые яйцевидно-шаровидные ягоды около 8 мм длиной и 7 мм в диаметре.
Семян два или три, жёлто-коричневые, около 4 мм в диаметре, морщинистые.
Плодоносит в сентябре.
|                                                                                     |  |  |
| Слева направо: листья, соцветие Arisaema serratum var. mayebarae, незрелое соплодие |  |  |

## Распространение
Встречается в Приморье, на Курилах, в Корее, Центральных Гималаях, Японии.
Растёт в тенистых лесах, на высоте до 500 м над уровнем моря.

## Классификация

### Разновидности
В пределах вида выделяются четыре разновидности:
- Arisaema serratum var. izuense (Nakai) Gusman & L.Gusman — Япония (Хонсю, полуостров Изу)
- Arisaema serratum var. mayebarae (Nakai) H.Ohashi & J.Murata — Япония (Кюсю)
- Arisaema serratum var. serratum — Аризема японская, или Аризема полуостровная. Встречается от Японии до Кореи, от юга Курильских островов до Японии
- Arisaema serratum var. suwoense (Nakai) H.Ohashi & J.Murata — Япония (Хонсю, Ямагути)